# Peyruis
Peyruis település Franciaországban, Alpes-de-Haute-Provence megyében. Lakosainak száma 2796 fő (2022. január 1.). Peyruis Ganagobie, Mallefougasse-Augès, Les Mées, Montfort, Montlaux és Sigonce községekkel határos.

## Népesség
A település népességének változása:
| Lakosok száma | 1604 | 1699 | 2036 | 2438 | 2809 | 2849 | 2858 | 2813 | 2801 | 2796 |
|               | 1968 | 1982 | 1990 | 2006 | 2013 | 2015 | 2017 | 2019 | 2020 | 2022 |